# Dublin (Carolina do Norte)
Dublin é uma cidade  localizada no estado norte-americano de Carolina do Norte, no Condado de Bladen.

## Demografia
Segundo o censo norte-americano de 2000, a sua população era de 250 habitantes.
Em 2006, foi estimada uma população de 272, um aumento de 22 (8.8%).

## Geografia
De acordo com o United States Census Bureau tem uma área de
1,1 km², dos quais 1,1 km² cobertos por terra e 0,0 km² cobertos por água. Dublin localiza-se a aproximadamente 16 m acima do nível do mar.

## Localidades na vizinhança
O diagrama seguinte representa as localidades num raio de 16 km ao redor de Dublin.